# ポークソテー

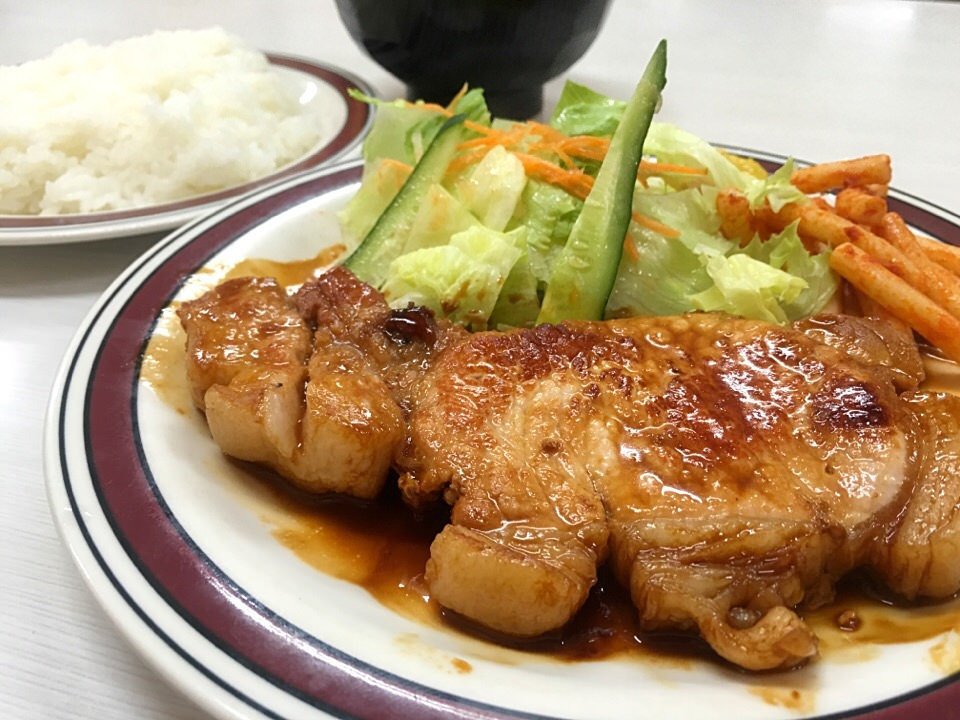
ポークソテー

ポークソテー（英: pork saute）は豚肉（ロース、ヒレ）をバターで炒めた（ソテーした）肉料理。

## 概要
日本政府観光局では「西洋料理」に分類される。日本における家庭内豚肉調理法別の調査結果は第6位で、一般的に日本国内に浸透している肉料理と言える。

## 調理法
一般的には豚肉をフライパンで焼く。赤身と脂身で繊維の収縮率が異なるため、そのままの状態で焼くとそり返りが発生するため、見た目を重視する場合は境目部分に包丁で小さく切れ込みを入れておくことが望ましい。
デミグラスソースの他、さまざまなソースをかけて食す場合もある。ケチャップを使ったポークチャップはそのうちの1つである。
また、輪切りのパイナップルソテーを上に乗せる場合もある。